# Miramont-Sensacq
Miramont-Sensacq é uma comuna francesa na região administrativa da Nova Aquitânia, no departamento Landes. Estende-se por uma área de 25,33 km². Em 2010 a comuna tinha 366 habitantes (densidade: 14,4 hab./km²).